# Populația comunei Racovița

Grup de racoviceni în 1956

Acest articol dezvoltă o secțiune Populația comunei Racovița a articolului principal, comuna Racovița, Sibiu.

## Repere istorice
Informații privind numărul populației ce trăia pe aceste meleaguri parvin din conscripțiile care s-au făcut începând din anul 1698. Cifrele menționate în aceste conscripții în ce privește populația nu exprimau întotdeauna adevărata stare de lucruri, astfel:
- Conscripțiile confesionale ale secolului al XVIII-lea aveau tendința de a exagera numărul populației în vederea obținerii unor drepturi suplimentare pe seama credincioșilor sau a slujitorilor altarului.
- Conscripțiile de tip economic aveau tendința de a minimaliza numărul populației, în sensul că iobagii se sustrăgeau sistematic de a fi conscriși atât ei, cât și avutul lor, pentru a scăpa în acest fel de impunerile apăsătoare care urmau după întocmirea unor astfel de documente.

Pentru acest motiv, cel puțin până în 1765 când noile autorități au impus efectuarea unor conscripții cât mai exacte, se poate considera că cifrele referitoare la populația Racoviței nu sunt chiar corecte.
O altă sursă de informații privind populația localității, o constituie registrele matricole apărute spre sfârșitul secolului al XVIII-lea în cadrul fiecărei parohii, care au fost folosite până la sfârșitul secolului al XIX-lea când, potrivit Legii XXXIII, pe lângă fiecare dregătorie comunală au fost înființate oficii de stare civilă. Parohia Racovița a ținut și ea astfel de matricole, cea mai veche mențiune despre ele datând din anul 1784, în 1803 acestea fiind „purtate” în limba latină de către preotul Chiril Țopa. Dintre aceste documente, în ziua de astăzi au mai rămas doar:
- Matricola botezaților 1839 - 1880 la Arhivele Statului Sibiu, fondul Starea Civilă, cota R2.
- Protocolul cununaților 1839 - 1885 la Arhivele Statului Sibiu, fondul Starea Civilă, cota R3.
- Protocolul morților 1839 - 1886, la Arhiva Parohiei Racovița.

### Numărul populației
Se poate observa că în anul 1698, Racovița era bine închegată, cu o populație numeroasă față de așezările din jur, cu excepția Avrigului. În acest context apare mai mult decât firesc de ce ea a fost obiectul a numeroase procese desfășurate pe parcursul câtorva secole între numeroșii pretendenți aparținând fie Cetății Sibiului, fie din rândurile numeroșilor magnați ai țării.

Scăderea simțitoare a populației în anul 1700 poate fi pusă pe seama emigrărilor racovicenilor care nu au îmbrățișat Unirea cu Biserica Romei. Chiar dacă, abia după 50 de ani populația satului a ajuns la cea înregistrată în 1698, numărul credincioșilor racoviceni înregistrați de episcopul martir Ion Inocențiu Micu Klein în cunoscuta conscripție din 1733, respectiv de 1.250, trebuie privit cu rezervă. 
În anul 1930 majoritatea covârșitoare a racovicenilor (1.583 de persoane din totalul de 1.720) s-au declarat români uniți.

Variația populației comunei Racovița
Variația numărului familiilor Racoviței în perioada 1698 - 1765
Variația numărului locuitorilor comunei Racovița în perioada 1698 - 1765

### Densitatea și structura
Densitatea populației.Având în vedere că vatra satului împreună cu toate terenurile aferente, a avut și are o suprafață de circa 37 kmp și aplicând cifrele statistice din diversele recensăminte și conscripții cunoscute până acum, se poate observa că densitatea populației satului a crescut de la 29.6 locuitori/kmp în anul 1698, la 44.1 locuitori/kmp în anul 1900, ajungând în 1970 la 60-80 locuitori/kmp, cifră ce se încadrează în media județului Sibiu.
Structura confesională.
Conform recensământului din 1930 Racovița număra 1.720 de locuitori, dintre care 1.583 greco-catolici, 69 baptiști, 60 ortodocși și 8 romano-catolici.
Structura populației pe sexe. Din analizele făcute de Cornel Lupea, bazându-se pe datele obținute din conscripții și recensăminte, a rezultat că în perioada 1766 - 1975 au existat numai 28 de ani în care acest indice a variat în mod semnificativ. Astfel, în 14 ani a predominat populația de sex masculin și în alți 14 cea de sex feminin. Operând cu extremele, în anul 1800, numărul bărbaților a depășit cu 139 pe cel al femeilor, inversul situației înregistrându-se în 1935 când numărul femeilor a fost cu 117 mai mare decât al bărbaților.

Structura populației după știința de carte. Condițiile în care s-a dezvoltat satul până în preajma primului război mondial, s-au reflectat și în știința de carte a racovicenilor. Astfel, în 1910, din totalul de 1634 locuitori, doar 732 știau a scrie și a citi, adică un procent de 44.79%. Acest lucru se explică prin faptul că populația recenzată în acel an reprezenta acele generații care după desființarea graniței militare din 1851, timp de aproape 20 de ani n-au frecventat școala. În plus, trebuie ținut cont și că după anul 1867, procesul de maghiarizare crescândă a școlilor a îndepărtat sistematic copii satului de băncile ei. Această situație își găsește confirmarea în faptul că din totalul populației recenzate în 1910, doar 39 știau limba maghiară.
La recensământul populației din 29 decembrie 1930, din totalul celor recenzați în vârstă de peste 7 ani, respectiv 681 bărbați și 691 femei, s-au consemnat 549 bărbați(80.6%) și 477 femei(68%) care știau să scrie și să citească. Aceste procente sunt sensibil mai mari față de procentul rezultat pe ansamblul întregii țări care a fost de 57.1%.
Dintre știutorii de carte:
- 526 bărbați și 469 femei erau absolvenți de curs primar.
- 11 bărbați și 6 femei absolvenți de curs liceal.
- 4 bărbați absolvenți de curs universitar.
- Cu pregătire profesională de specialitate: doar 6 bărbați și 2 femei.

Neștiutorii de carte, un total de 130 bărbați și 212 femei au fost înregistrați după cum urmează:
- De la 7 - 12 ani, 12 bărbați și 16 femei.
- De la 13 - 19 ani, 6 bărbați și 13 femei.
- De la 20 - 60 ani, 82 bărbați și 142 femei.
- Peste 65 de ani, 30 bărbați și 41 femei[12].

De remarcat este că majoritatea lor aparțineau populației țigănești, băieși și "cortorari" deopotrivă.

## Constituția și trăsături de caracter
Ca oameni liberi din cele mai vechi timpuri și mai apoi "cătane împărătești" care s-au bucurat de numeroase privilegii, racovicenii s-au deosebit întotdeauna de locuitorii satelor învecinate datorită:
- Selecției riguroase făcută cu ocazia înrolării lor ca grăniceri. Potrivit canoanelor militare, grănicerii trebuiau să aibă o înălțime de peste cinci "urme" de Viena(cca. 1,58m), să fie chipeși și lipsiți de defecte fizice[14].
- Primenirii întregii populații, cauzate de masivele expulzări a celor ce nu doreau înscrierea în regimentul de grăniceri și a repopulării satului cu locuitori din alte zone ale Transilvaniei.
- Reglementării căsătoriilor în rândul grănicerilor.

La numai 12 ani de la înființarea graniței militare, generalul-maior Johann Cristani von Rall consemna în Racovița: "o suscrescență preafrumoasă de băieți tineri grăniceri... din care va ieși o rasă (sic) foarte aleasă de oameni valoroși":

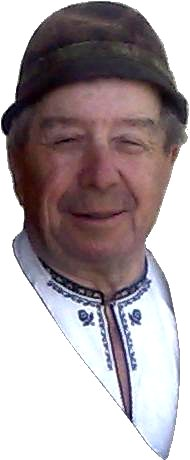
Localnic în ie tradițională și clop ciobănesc

- Bărbații sunt în general de statură înaltă, cu fața aspră, predominând bruneții și șatenii, cu o constituție robustă, mândră, de unde se trage și epitetul de "oameni foloși"(făloși).
- Femeile, mai scunde, se caracterizează printr-o frumusețe neafișată, printr-o expresivitate a feței, printr-o cochetărie înnăscută și printr-un gust deosebit pentru frumos.

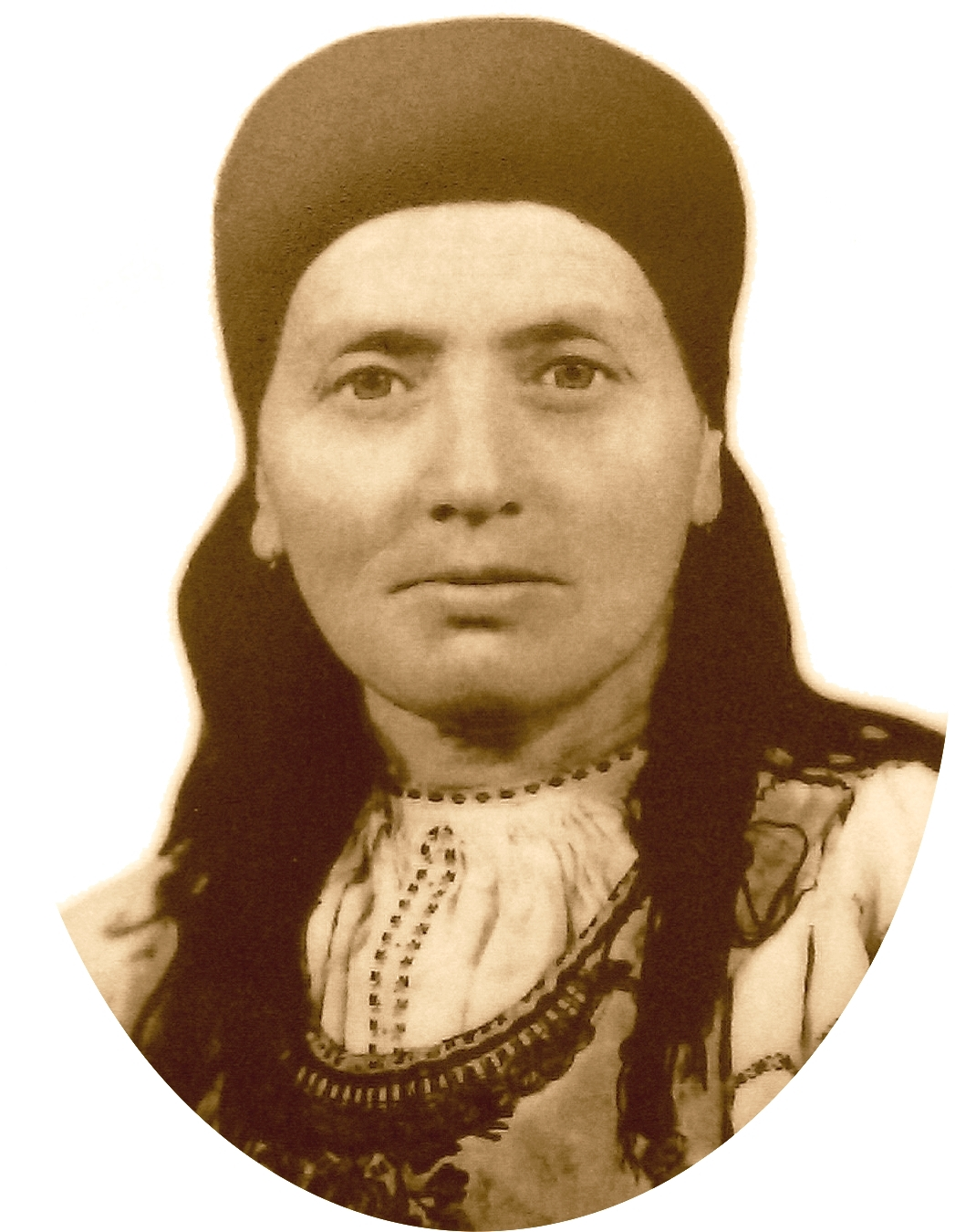
Racoviceană în port popular

La loc de frunte stă curajul și disciplina militărească, dublate de ordine și meticulozitate în toate, cinstea și cumpătarea, respectul față de semenii lor și mai ales față de "străini". A-ți părăsi semenul sau mai ales prietenul este considerat în rândul obștii drept o expresie a unui caracter josnic, cei în cauză fiind considerați drept "prăpădiți", respectiv "oameni de nimic", care "și-au mâncat omenia" și care sunt tratați ca atare de către întreaga colectivitate.
Proverbială este ospitalitatea racovicenilor manifestată față de toți cei care le calcă pragul. O lege nescrisă a satului obligă fiecare persoană în astfel de cazuri "să facă față" oricărei împrejurări, să se străduiască să "omenească" musafirii. A nu proceda astfel, echivalează cu "a te face de minune" în sat, a te exclude în mod conștient din rândul oamenilor. De evidențiat sunt spiritul negustoresc și sfătoșenia, omniprezente mai ales la vârstnici, izvorâte dintr-o îndelungată experiență a generațiilor trecute.
În prezent, fii foștilor "scorțari" au schimbat "coarnele plugului" cu mașinile industriale, "hețălele" cailor cu volanele tractoarelor, sapa și secera cu rigla de calcul, "melința" și "urzoiul" cu calculatorul.
Cu foarte rare excepții, morala locuitorilor a stat la loc de cinste astfel că în cei "șapte ani de acasă", racovicenii au învățat să deosebească binele de rău, urâtul de frumos, cinstea de rușine, omenia de ticăloșenie, atât pe "uliță" cât și în familie. Așa se explică de ce satul n-a cunoscut în întreaga sa existență fapte de delicvență majoră.

## Componenta națională
Racovița a fost întotdeauna o localitate populată în majoritate numai cu români, situație care se desprinde din toate conscripțiile cunoscute. Astfel, în conformitate cu recensămintele efectuate în sat, se consemnează în anul:
- 1910: 7 maghiari și 3 germani[17].
- 1930: 1704 români, 10 maghiari și 6 țigani[18].
- 1992: 38 maghiari care nu erau localnici, ci muncitori pe șantierele de construcții din zonă, recenzați ca atare.

Racovița cunoaște în structura populației sale un număr însemnat de țigani. Prima atestare documentară a acestora datează din anul 1700, când este menționat un "Stanciu, țigan". La nivelul anului 1923, numărul țiganilor a ajuns la 219, despre ei făcându-se precizarea că și-au uitat limba și s-au romanizat. Până la mijlocul secolului al XX-lea, țiganii satului erau împărțiți în patru categorii distincte:
- Cortorarii. Originari din India, aceștia sunt atestați pentru prima oară în istoria satului în anul 1847 sub denumirea de "țigani de șatră"[22]. Inițial ei și-au avut instalate corturile în capătul satului, spre Sebeșu de Sus, însă din cauza "apucăturilor neamului..." au fost siliți să se mute la confluența Râului Sebeșului cu Oltul, unde îi întâlnim și astăzi, fără a mai aparține de Racovița ci de comuna Turnu Roșu. În anul 1940 se consemneaza un număr de 40 persoane[23], ocupându-se cu predilecție cu negoțul de cai și femeile cu ghicitul în palmă, în "cărți" sau "în ghioc", dar și cu confecționarea periilor și spoitoarelor și a unor obiecte de tinichigerie.
- Lăcătarii. Sunt o ramură a băieșilor care locuiau "Peste vale" de aceștia, adică pe "Racovicioară", ocupându-se cu prelucrarea fierului și mai rar a osului. Ei confecționau: cuțite, securi, seceri, foarfeci pentru tunsul oilor, unelte pentru prelucrarea fuioarelor. Din rândurile lor făceau parte, organic, și fierarii satului tradițional, cunoscuți sub numele generic de "țigani".
- Cărămidarii. În număr restrâns de circa 10 familii, aceștia s-au așezat la marginea satului în lunca numită "La Cărămizi" după anul 1900, venind aici de pe Valea Hârtibaciului[24]. Pe lângă ocupația lor de bază, confecționarea cărămizilor, unii dintre ei au mai prelucrat și osul sau au fost cunoscuți muzicanți.
- Băieșii. Menționați în actele de stare civilă din trecut sub denumirile de "neorustici", "băieși" sau "auri fodiens", respectiv "căutători de aur" (??), acest grup de țigani au o origine obscură. Potrivit unei informații furnizată lui Cornel Lupea de către profesorul Liviu Florianu, la origine, aceștia au fost români bănățeni, din jurul Reșiței, strămutați aici de către autoritățile austriece, după înfrângerea răscoalei lui Horea, Cloșca și Crișan din 1784. Informația pare a fi credibilă datorită următoarelor considerente:
  - Băieșii nu au trăsături țigănești și nici nu cunosc limba acestei etnii.
  - Graiul, cântecele și colindele lor, acestea din urmă dispărute astăzi, au un pronunțat iz bănățean.
  - În satele din împrejurimi, exemplu fiind Arpașu de Sus, băieșii sunt consemnați ca provenind din Banat[25].
  - Un document din 1847 menționează că în acel an au fost colonizați în Racovița un număr de 14 "goldwascher"[22], respectiv "spălători de aur", zlătari.
  - În satul vecin, Sebeșul de Jos, se consideră că băieșii nu sunt țigani[26].
  - În trecut, țiganilor aurari li se mai spunea și "rudari", de la apelativul "rudărie", cu sensul de "groapă de unde se scot metalele"[27] iar în literatura de specialitate se consemnează faptul că rudarii sunt "români curați"[28].

Coroborând argumentele menționate mai sus, se poate avansa ipoteza că băieșii racoviceni au venit din Banat, unde s-au ocupat efectiv cu "băieșitul"(mineritul) și că au ajuns aici din motive încă necunoscute. Cunoscători ai prelucrării lemnului, și-au înjghebat o mică așezare "În Arini", în locul denumit până astăzi "În Rudari", unde confecționau diferite unelte agricole sau gospodărești pe care le vindeau în sat. Cu timpul, când li s-a permis, ei și-au părăsit așezarea inițială și au venit în sat, spre "Valea Lupului" unde sunt și astăzi.
Pe lângă prelucrarea lemnului, băieșii s-au mai ocupat și cu cărămidăritul, fiind neîntrecuți muncitori cu ziua, harnici, cinstiți și "curați" comparativ cu ceilalți țigani. Din rândurile lor s-au recrutat în trecut, "diplașii" satului, după cum unele băieșițe au fost "cusătorese" talentate de ii și cămăși de sărbătoare, apreciate și căutate de către toate racovicencele. De menționat este și faptul că până în primele decenii ale secolului al XX-lea, băieșii aveau "voivodul" lor, care reprezenta mica lor comunitate în fața autorităților comunale.
În anul 1988 în sat existau circa 100 de familii de țigani reprezentând peste 300 de persoane și peste 12% din populația Racoviței. De menționat este faptul că la Recensământul din 7 ianuarie 1992 doar 48 de "racoviceni" și-au declarat apartenența la etnia romilor, procent obținut de altfel la nivelul întregii țări.

Țigănci
Copii de băieși din cartierul racovicean "Prin Țigani"
Copii de cortorari
Cortorari cu căruța prin Racovița

## Mișcarea naturală
Pentru desprinderea unor concluzii succinte despre numărul și structura populației Racoviței, C.Lupea a analizat date preluate din recensăminte, date preluate de la Primăria comunei precum și date furnizate de parohia satului privind nașterile, decesele, căsătoriile și divorțurile în perioada 1839 - 1988.

### Natalitatea
Din prelucrarea datelor pe 150 de ani în urmă a rezultat că în Racovița s-au născut în această perioadă 7513 copii, cu o medie anuală de 50 de copii/an, dintre care 3790 de sex masculin și 3723 de sex feminin. Anul cu cel mai mare număr de nașteri a fost 1912, când s-au născut 85 de copii. La polul opus s-a situat anul 1965 când s-au înregistrat doar 15 nașteri. Începând din anul 1965, din momentul apariției Decretului 770/1966 care a interzis avorturile număril nașterilor a crescut semnificativ.
Cei mai mulți băieți s-au născut în 1880 (51), cei mai puțini în 1966 (6). Cele mai multe fete au fost în 1937 (51) și cele mai puține în 1965 (8). Echilibru(egalitate) în raportul băieți-fete a fost înregistrat în anii: 1846, 1851, 1853, 1866, 1928, 1929, 1933, 1942, 1959 și 1967. În ordinea calendaristică, lunile cu cele mai multe nașteri s-au dovedit a fi: martie, mai și iulie iar cele mai puține în: ianuarie și decembrie.
S-au înregistrat în această perioadă un număr de 82 de sarcini multiple, 80 dintre acestea fiind gemelare, reprezentând un procent de 1% din totalul nașterilor. Un număr de 57 s-au petrecut în secolul al XIX-lea, din care 5 într-un singur an, 1875. Două din sarcinile multiple au fost trigemelare, reprezentând doar 0.02% din totalul nașterilor.

## Mișcarea migratorie
În decursul anilor, Racovița a cunoscut un intens proces de migrație a populației, cunoscut în amănunțime din 1698, proces generat de cauze confesionale și social-economice și într-o mai mică măsură din cauze de ordin național. Fenomenul nu a fost liniar, el cunoscând atât perioade de intensitate maximă cât și altele de „liniște” relativă. Acest fenomen continuă și astăzi, dar pe alte planuri și cu alte urmări.

### Migrația internă
Racovița a fost confruntată în perioada anilor 1698 - 1766 cu patru perioade de emigrări pe motive confesionale, dintre care, două pot fi considerate cu caracter "sezonier".
- Prima emigrare a avut loc între anii 1698 - 1700, ca urmare a silniciilor la care au fost supuși racovicenii pentru a renunța la credința străbună(ortodoxă) și a îmbrățișa pe cea a noilor stăpânitori, respectiv pe cea catolică. Astfel, conscripția anului 1700 consemnează un număr de 66 iobagi fugiți din sat, dintre care 44 în frunte cu preotul Ion au fugit "in Valachia". Printre ei numărându-se familiile: Ciocan, Dancu, Hoandră, Luca, Mușat, Nicula, Opriș, Sima, Stoica, Sarchiz, Turcu, Urzică. De reținut este că datele conscripției se referă doar la "partea scaunală" a satului și este de presupus că acestora li s-au mai adăugat și unele familii din "partea iobagită", confruntate și ele cu aceleași silnicii.
- A doua perioadă masivă de emigrări s-a înregistrat după mișcările religioase împotriva "Uniației" dintre anii 1744 - 1746 conduse de către călugărul Visarion Sarai, mișcari care au avut în rândul racovicenilor numeroși adepți[35]. Spre deosebire de emigrația precedentă, locuitorii au emigrat și în Moldova[36]. Zece ani mai târziu o parte dintre fugari s-au întors acasă. Un document[37] din 1754 indica întoarcerea a 55 de familii:
  - 8 din "partea iobagită".
  - 1 din Tălmaciu.
  - 39 din Sebeșu de Sus.
  - 4 din Sebeșu de Jos.
  - 3 din Porcești.
- Al treilea val de emigrări a fost generat de mișcările religioase conduse de către călugărul Sofronie din Cioara între anii 1759-1761 și de reprimarea brutală a acestora de către generalul Adolf Nikolaus von Buccow[38]. Într-un singur an 22 familii racoviceni au emigrat în Banat, dar s-au întors în sat alte 53 de familii care anterior emigraseră în Țara Românească. De remarcat că numele celor "sosiți" figurează în conscripțiile anterioare la rubrica "plecați", ceea ce poate să ducă la concluzia că după anul 1760 a apărut o perioadă de liniște de scurtă durată în viața satului.
- Al patrulea val de emigrări a fost determinat de înființarea graniței militare - după anul 1765 - precum și cele din anii existenței sale, dar acestea nu pot fi considerate emigrări numai pe motive confesionale(vezi articolul- Istoria comunei Racovița).

| ___Citat din disertația privind migrația racovicenilor, făcută de Cornel Lupea în monografia Racoviței, p.153-154___ |
| Cunoscând succint fenomenul migrației racovicenilor în secolul al XVIII-lea se impune o încercare în a stabili cât sâmbure de adevăr conține tradiția orală, preluată mai apoi de către unii autori drept certitudine, potrivit căreia: 1. În perioada 1700 - 1766 emigranții racoviceni au întemeiat localitatea Racovița din Țara Loviștei. 2. După anul 1766 racovicenii au întemeiat chiar și satele Sebeșu de Sus și Sebeșu de Jos. Deci, se impune a stabili în ce măsură Racovița "noastră" a putut fi "Vatră de roire" pentru aceste localități. Până la un anumit punct, prima afirmație are un oarecare suport științific. El rezidă în aceea că în secolul al XVIII-lea bejenarii transilvăneni ce au trecut în Țara Românească sau Moldova au fost numiți "ungureni" și că au întemeiat aici 184 de sate, unora dându-li-se chiar numele așezărilor de unde ei au plecat. Incontestabil că emigranții nu numai că au păstrat legături strânse cu locurile de baștină, dar atunci când condițiile care i-au silit să emigreze au devenit mai puțin apăsătoare, ei s-au întors la vechile vetre. Că în contextul arătat, familii de emigranți racoviceni se vor fi așezat și în preajma Racoviței de lângă Cornet, localitate care până în zilele noastre are un sat aparținător numit Bradu-Clocotici, sau chiar în vatra ei este de domeniul posibilului, mai ales că în antroponimia acestei localități se întâlnește frecvent numele de familie Ungureanu. Dar de aici și până la a accepta supoziția că ei, "racovicenii noștri", au întemeiat-o este cale lungă și pentru simplu fapt că Racovița respectivă a fost și este atestată documentar încă din 1575. Pentru a înlătura orice echivoc în această privință menționăm că și celelalte Racovițe de peste munți - spre a ne opri numai la ele - sunt atestate toate documentar, anterior emigrării celor pe care i-am numit mai sus, "racovicenii noștri". Așa stând lucrurile, conchidem că la nivelul cunoștintelor de astăzi, Racovița "noastră" nu a fost vatră de roire pentru celelalte Racovițe din țară și, deci, tradiția orală menționată mai sus, nu are un suport științific. Același lucru este valabil și pentru a doua aserțiune, cu toate că, repetăm, după militarizarea Racoviței, majoritatea familiilor din sat s-au refugiat și stabilit în cele două sate amintite. Argumentul este și în acest caz imbatabil: ambele sunt atestate documentar încă din 1453. |

### Navetismul
Ca formă modernă de emigrare, navetismul a devenit tradițional pentru racoviceni începând din a doua jumătate a deceniului al IV-lea al secolului al XIX-lea. Navetismul era practicat în special de femeile textiliste la țesătoriile din Cisnădie și se efectua săptămânal, pe jos, cu plecarea din sat duminica și întoarcerea în aceleași condiții la sfârșitul săptămânii. O dată cu apariția fabricii de ață Românofir de la Tălmaciu în perioada anilor 1937 - 1938, numărul navetistelor a crescut datorită apropierii localității de sat, fapt care a determinat și transferarea „cisnădiencelor” aici, din acest moment naveta devenind zilnică.
Numărul navetiștilor a crescut în mod constant imediat după înființarea Uzinelor Mârșa în 1940, astfel încât dacă în 1976 navetiștii reprezentau 26.65% din totalul populației, trei ani mai târziu ponderea era de 43.41% pentru ca în 1993 acest statut să-l aibă 1300 de locuitori, adică 56.25%. Principalele localități de navetă în 1993 au fost Mârșa, Sibiu, Tălmaciu și Avrig.

### Migrația internațională

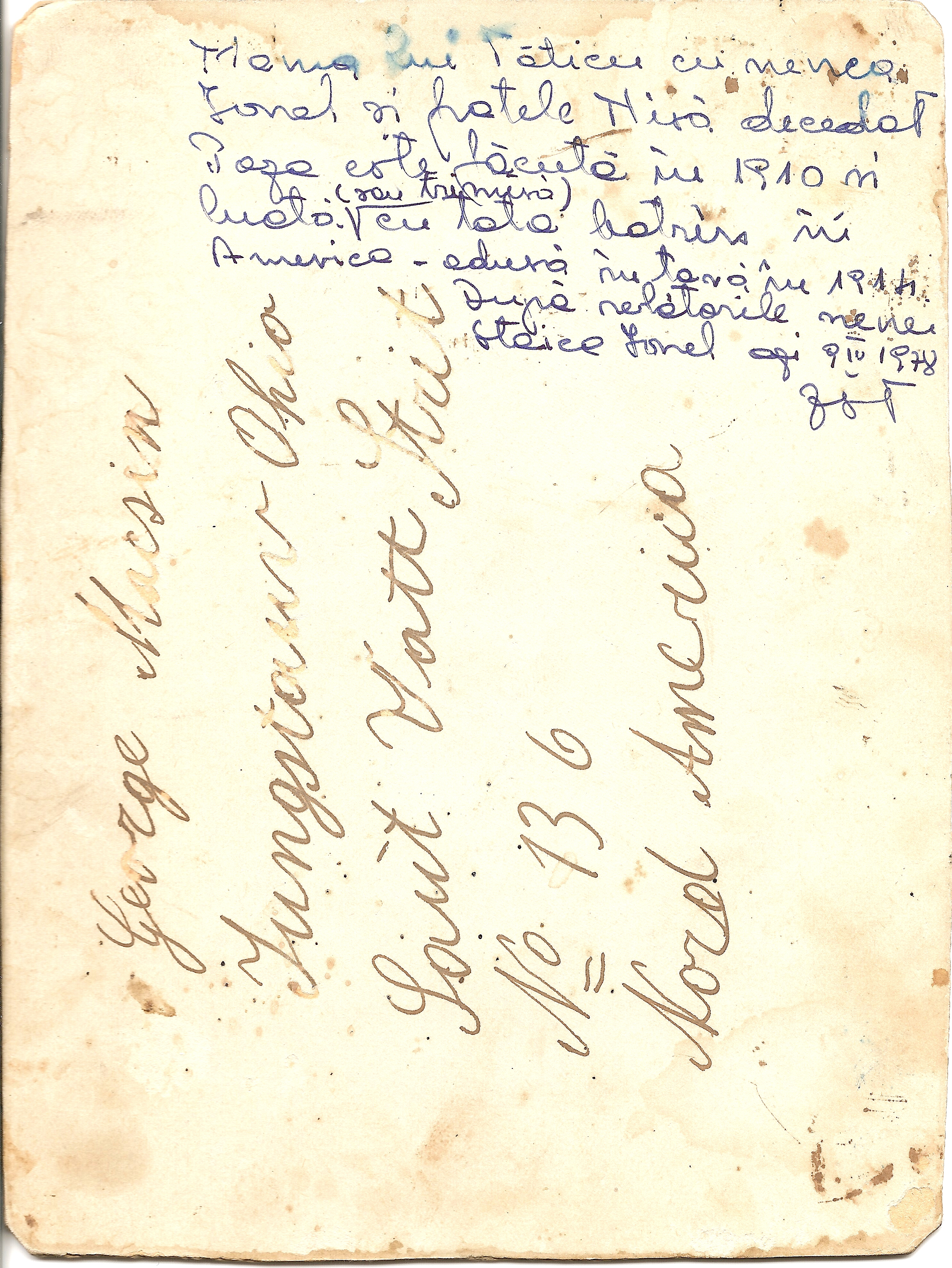
Foto din anul 1910

Pașaport emigrant 1919

Împinși de lipsuri și nevoi, racovicenii au migrat nu numai în interiorul țării, ci au emigrat începând de la sfârșitul secolului al XIX-lea în „Lumea Nouă”. Așa au ajuns, mai întâi bărbații și mai apoi și femeile cu copiii în Statele Unite ale Americii, în Canada, Mexic, Argentina sau chiar Brazilia.
Printre primii racoviceni care s-au încumetat să treacă oceanul s-au numărat: Ion Bobanga, frații Simion și Gheorghe Vasiu, împreună cu surorile lor, Ana și Filofteia, Ștefan Stoica, Gheorghe Foarcoș, Nicolae Sîrbu, Petru Haica, Ilie Popa, David Haiduc, împreună cu fiica sa, Elena, frații Ioan și Gheorghe Lupea, Ioan Fogoroș, Daniel Ignat, Nicolae Ignat, Nicolae Murărescu, Nicolae Iancu, Gheorghe Rusu, Dionisie Ionuș, Vasile Ignat și Gheorghe(George) Maxim, ultimii doi fiind citați și ca membrii fondatori ai bisericii greco-catolice „Sfânta Elena” din Cleveland.
Odată ajunși pe „Pământul făgăduinței”, o parte dintre racoviceni au devenit fermieri, alții au îmbrățișat meserii mai puțin pretențioase ca: tâmplari, măcelari, șoferi și cei mai mulți ajungând muncitori necalificați în oțelăriile din Detroit, Pittsburg(vezi), Cleveland și Youngstown (vezi).
Toți aceștia, precum și cei care i-au urmat, și-au câștigat cu greu „dularii” necesari acoperirii lipsurilor și nevoilor de acasă, fapt ce a determinat apariția unor cântece de dor de țară și de satul natal ce au rămas în tradiția orală, precum și altele care au fost menționate în lucrări de specialitate.
| __dor de țară___ Românie, Românie, Cini dulceață nu ți-o știe, Poate nu mi-o crede mie, Că ești dulce, Românie! Când m-ajunge câte-odat', Dorul de prin al meu sat, Cânt, plângând, de parcă-s beat, De nime nu-s mângâiat. __din folclorul Racoviței |

Istoviți de condițiile grele de muncă dar și de dorul plaiurilor natale, cei mai mulți dintre emigranții plecați peste ocean s-au întors acasă cu „bruma” de câștig, cumpărându-și - ca și cei plecați în „Țară” - pământ, vite, „părți de pădure” sau „heiuri”.
Alții au rămas pentru totdeauna acolo, întemeindu-și familii și „contribuind prin munca, priceperea și dragostea lor de libertate, la făurirea Americii”.
În 1938, în America mai trăiau 11 familii de racoviceni care în intervalul 1918 - 1938 au trimis celor de acasă suma de trei milioane de lei. Urmașii acestora, printre care se numără și cunoscutul profesor de la Universitatea de Stat din Pennsylvania, Gerald J. Bobango, activează în cadrul diferitelor societăți românești locale, uniuni sau ligi în domeniul păstrării sentimentului național românesc.
Spre sfârșitul secolului al XX-lea, migrația internațională a cunoscut un ușor reviriment prin plecarea unor tineri racoviceni atât spre vestul Europei, cât și peste ocean.

Emigrant: Nicolae Murărescu
Emigranți: Nicolae Diac și Ioan Vasiu
Emigranți: Simion și Ana Vasiu

Vezi, site-ul insulei Ellis, documentele originale de intrare în SUA ale lui:
Ion Bobanga | Nicolae Murărescu | George Maxim | Ioan Stoica | Denes Vasiu | Petru Haica | Vasile Ignat | Nicolae Sârbu

## Starea sanitară
Starea sănătații populației Racoviței, în trecut, ca și la nivelul întregii țari, a fost precară. Frecvent se întâlneau în sat epilepticii, cretinii(gușații), surdomuții, tradiția orală consemnând în mod plastic adevărul potrivit căruia: "Măi demult, aproape la fiecare casă era câte-un prost". Primele mărturii directe despre starea sanitară a racovicenilor apar din timpul graniței militare când grănicerilor și familiilor lor li se acordau asistență medicală gratuită, prin intermediul personalului sanitar al companiei sau chiar al regimentului. La nivelul companiei, personalul sanitar era format dintr-un felcer(subchirurg) și de către o moașă, "diplomată"(atestată), ambii fiind plătiți din "lada companiei".
Moașele se recrutau din rândurile "grănicereselor", pregătirea lor profesională făcându-se la Cluj. Prin poruncă împărătească acestea erau obligate să asiste toate nașterile de pe raza companiei, primele moașe cunoscute fiind Ana Șoneriu (1824), Ioana Mărgineanu și Ana Filip Trif după anul 1837.
În perioada graniței militare s-au reglementat regimul înmormântărilor, al carantinei, problema "ultoirii "(vaccinării) copiilor, a protejării femeilor lăuze și a interzicerii avorturilor.

"Moașa Lupii" împreună cu mama sa.

O dată cu desființarea graniței militare, asistența medicală a început să fie asigurată de către "fisicii "(medicii) cercuali care vizitau satul în mod periodic și în special școlile unde eliberau cunoscutele " vizirețepte ". În trecut, cazurile mai grave erau îndreptate spre spitalele din Sibiu, când bolnavii transportați cu căruțul sau cu sania decedau de cele mai multe ori pe drum.
Spre sfârșitul secolului al XIX-lea, moașelor "comunale" li s-au alăturat și cele "particulare", școlite la Sibiu dar nesalarizate de către sat, cum au fost: Maria Ivan, Sanda Haiduc, Ana Șerban, Maria Lungu, Maria Aleman și Susana Șoneriu. În 1886, existau două moașe comunale care erau plătite cu câte 12 florini pe an.
După anul 1900 au fost moașe "comunale": Ana Bobanga și Maria Dănilă, iar ca "particulară" Ana Cîndea(mai apoi Drăgoiu) cunoscută și sub numele de "Moașa Lupii". În perioada 1926 - 1936, în sat și-a desfășurat activitatea și o "soră de ocrotire" în persoana Dorinei Olaru, soția notarului Ioaneș Olaru.
Până în primăvara anului 1944, Racovița a fost arondată dispensarelor medicale din Avrig sau Tălmaciu, periodic medicii acestora dădeau consultații pacienților în cabinete improvizate, fie în sălile de clasă a școlii generale, fie într-o încăpere a Sfatului Popular.
Începând cu anul 1965, la parterul clădirii care adăpostea organele puterii locale de stat s-a amenajat un dispensar medical și o farmacie. În 1981 dispensarul s-a mutat într-o clădire nouă construită din contribuția racovicenilor. În anul 1992 la acest dispensar s-au acordat un număr de 9944 consultații, din care 5823 pentru adulți și 4121 pentru copii, de către cinci medici cu studii superioare și 4 asistente.